# Crasna (okręg Covasna)
Crasna – wieś w Rumunii, w okręgu Covasna, w gminie Sita Buzăului. W 2011 roku liczyła 554 mieszkańców.